# Olgaea
Olgaea là một chi thực vật có hoa trong họ Cúc (Asteraceae).

## Loài
Chi Olgaea gồm các loài: